# Reinhard Bonnke
Reinhard Bonnke, znany jako kombajn Boga (ur. 19 kwietnia 1940 w Królewcu, zm. 7 grudnia 2019 w Orlando) – niemiecki ewangelista w ruchu zielonoświątkowym. Ważną rolę w przebiegu jego ewangelizacji odgrywał element spektakularny. Zgodnie z jego stroną internetową, osobiście nauczał ponad 120 mln ludzi i prowadził 72 mln ludzi w „modlitwie zbawienia”.

## Życie prywatne
Był żonaty z Anni Bonnke, z którą miał troje dzieci: Kai-Uwe Bonnke, Gabrielle Bonnke i Susie Bonnke, a także ośmioro wnuków. Swoją żonę poznał w 1964 roku gdy występowała na chrześcijańskim festiwalu muzycznym.

## Początek działalności misji
W wieku dziewięciu lat Bonnke twierdził, że ma Boże wezwanie do pracy misyjnej w Afryce. Przyjął to za swój cel w życiu, a potem używał haseł takich jak: „krew Jezusa obmywa Afrykę” lub „Afryka będzie zbawiona”. Po ukończeniu nauki w szkole handlowej studiował w Bible College of Wales w Swansea. Przez siedem lat pracował jako pastor we Flensburgu (Niemcy).
Swoją pracę ewangelizacyjną rozpoczął w Afryce Południowej, w Lesotho w 1967 roku, pod nadzorem Misji Wiary Apostolskiej. Od tego czasu zorganizowano wiele spotkań ewangelizacyjnych na całym kontynencie.
Reinhard rozpoczął ewangelizacje w namiocie, w którym mieściło się 800 osób. Frekwencja stale wzrastała, w związku z czym pojawiła się potrzeba kupna większych namiotów. W 1984 roku Misja Bonnke „Christ for all Nations” (CFAN) zleciła budowę największego na świecie przenośnego namiotu zdolnego pomieścić 34 tys. ludzi. Namiot został zniszczony przez huragan, tuż przed główną krucjatą. Wszyscy zadawali sobie pytanie, co robić w tym wypadku. Zespół zdecydował się na przeprowadzenie krucjaty „Open Air” bez namiotu. Zamiast oczekiwanych 34 tys. uczestników, w ewangelizacji uczestniczyło ponad 100 tys. osób, znacznie więcej niż pomieściłby namiot.
W latach 80. nazywany był afrykańskim Billym Grahamem. Sam Billy Graham nazwał później Bonnkego ewangelistą numer 1.

## Chrystus dla wszystkich narodów (CFAN)
Założył międzynarodową służbę Chrystusa dla wszystkich narodów (CFAN), która utworzyła biura w Nigerii, Singapurze, Australii, Hongkongu, Johannesburgu (RPA), Frankfurcie (Niemcy), Birmingham, Londynie (Wielka Brytania), Ontario (Kanada) i Orlando na Florydzie.
Od początku nowego tysiąclecia, poprzez szereg ważnych wydarzeń w Afryce i innych częściach świata, zespół CFAN udokumentował 55 milionów decyzji nawróceń na chrześcijaństwo.
W ramach programu szkolenia nawróconych, CFAN wydało 185 milionów egzemplarzy książek i broszur opublikowanych w 103 językach, wydanych w 55 krajach.
Był autorem wielu książek, które zostały wydrukowane w różnych językach. Na początku 1990 Bonnke prorokował o wielkim duchowym przebudzeniu świata, które rozpocznie się w Wielkiej Brytanii.
Gościł na ‘Fire Conferences’ (Konferencje Ognia) w wielu krajach świata, mających na celu wyposażenie przywódców kościelnych i pracowników do ewangelizacji i przekazywania milionów egzemplarzy ewangelizacyjnych do domów na całym świecie.
Ewangelizacje wyglądają jak masowe imprezy bez ograniczeń. Zawiera w sobie publiczne wezwanie do nawrócenia, modlitwy uzdrowieniowe, uwolnienie od złych duchów. Następnie, uczestnicy mają możliwość złożenia świadectwa. Szczególnie spektakularne miało być wskrzeszenie nigeryjskiego pastora, Daniela Ekechukwu w 2001, co było opisywane w nigeryjskiej prasie i wpłynęło na wzrost zainteresowania ewangelizacjami Bonnkego w całej Nigerii. Po tym wydarzeniu wystąpił w programie Pata Robertsona.
Widział swoją pracę we wzywaniu Boga („namaszczenie”), ale nie w przygotowaniu teologicznym. Widział siebie jako ewangelistę, którego praca jest często krytykowana. CFAN swoje ewangelizacje budował na fundamencie modlitwy, w których brali udział tzw. „wojownicy modlitwy”, czasem było ich kilka tysięcy. Jeden z komentatorów określił tę modlitwę tak: „Jeśli uczestniczyłbyś w takiej modlitwie, bez wątpienia twoja wiara stałaby się dynamiczna, ufna i tak śmiała, by przenosić góry lub nawet usiłować wskrzesić umarłego”.
Obecność Bonnkego w 1991 roku, misji w Kano – twierdzy wojującego islamu w północnej Nigerii – doprowadziła do poważnych zamieszek, w związku z czym ogłoszono stan wyjątkowy. Po tym wydarzeniu otrzymał 10-letni zakaz wjazdu do Nigerii. W 2001 roku ponownie przybył do Nigerii. W listopadzie 2001 roku w Ibadan na jego ewangelizacji zgromadziło się 6,5 miliona ludzi.
W 2013 ogłosił plany ewangelizacji Stanów Zjednoczonych i powiedział:
Moje serce płonie, kiedy widzę olbrzymi upadek moralności i wiary w narodzie amerykańskim. Ameryka potrzebuje ewangelii, jak nigdy dotąd. Choć przez lata głosiłem Boże przesłanie o zbawieniu poza jej granicami, wierzę, że Bóg powołuje mnie teraz, bym pomógł Ameryce znaleźć odnowienie i przebudzenie.
Według danych misji CFAN, w wyniku służby Bonnkego nawróciły się 72 miliony ludzi. Wzrost liczby zielonoświątkowców w skali globalnej, w dużym stopniu uzależniony jest od tej służby.
Bonnke odbył pożegnalną krucjatę ewangelizacyjną w Lagos, w Nigerii w listopadzie 2017 roku i przekazał tę służbę Danielowi Kolendzie jako swojemu następcy.

## Głoszona nauka
Hasłem Bonnkego było „zaludnianie nieba”. Był przekonany, że w niebie będzie więcej ludzi niż w piekle, bo w innym wypadku Szatan okazałby się zwycięzcą. Twierdził, że w czasach Starego Testamentu prowadziła wąska droga, ale na Golgocie Chrystus założył autostradę do nieba.